# Gwenllian Pyrs
Pas d'image ? Cliquez ici

a Compétitions nationales et continentales officielles uniquement.

b Matchs officiels uniquement.
Dernière mise à jour le 4 novembre 2024.
Gwenllian Pyrs, née le 28 novembre 1997 à Bangor (pays de Galles), est une joueuse internationale galloise de rugby à XV évoluant au poste de pilier. Elle joue en Angleterre, aux Sale Sharks.
Sa soeur cadette, Alaw Pyrs, est également une joueuse internationale galloise de rugby à XV.

## Biographie
Gwenllian Pyrs naît le 28 novembre 1997 à Bangor au pays de Galles. En 2022, elle joue en club avec les Bristol Bears. Elle compte 21 sélections en équipe du pays de Galles quand elle est retenue en septembre 2022 pour disputer la Coupe du monde en Nouvelle-Zélande.
À l'automne suivant, elle fait partie des trente joueuses qui partent dans ce même pays participer au WXV 2023.
En septembre 2024, lors du match de préparation au WXV 2024 contre l'Écosse, elle représente le pays de Galles en compagnie de sa petite sœur Alaw dont c'est la première sélection.